# Tariana Turia
Tariana Turia   (Nova Zelanda, 8 d'abril de 1944 - Whangaehu Marae, 3 de gener de 2025) va ser una política neozelandesa i diputada de la Cambra de Representants de Nova Zelanda des de les eleccions de 1996, representant la circumscripció electoral maori de Te Tai Hauāuru des de les eleccions de 2002. Va ser la colíder del Partit Maori i va format part del gabinet de John Key.

## Biografia
Turia va néixer el 1944. El seu pare era amerindi i la seva mare era maori. Turia procedia de les següents iwis maoris: Ngāti Apa, Ngā Rauru, Tūwharetoa i Whanganui. Abans d'entrar en el món de la política, Turia va treballar pel Ministeri de Desenvolupament Maori i diversos centres de sanitat maoris.
| Parlament de Nova Zelanda |      |                |                |           |
| Anys                      | Leg. | Circumscripció | Llista         | Partit    |
| 1996-1999                 | 45   | Llista         | 20             | Laborista |
| 1999-2002                 | 46   | Llista         | 16             | Laborista |
| 2002-2004                 | 47   | Te Tai Hauāuru | cap            | Laborista |
| 2004-2005                 | 47   | Te Tai Hauāuru | Te Tai Hauāuru | Maori     |
| 2005-2008                 | 48   | Te Tai Hauāuru | 1              | Maori     |
| 2008-2011                 | 49   | Te Tai Hauāuru | 1              | Maori     |
| 2011-actualitat           | 50   | Te Tai Hauāuru | 7              | Maori     |

### Partit Laborista
En les eleccions de 1996 Turia va començar a ser diputada a l'entrar al parlament com a diputada de llista al trobar-se en la posició 20 de la llista electoral del Partit Laborista. En les següents eleccions, les de 1999 es trobava en la posició 16 de la llista electoral del partit.
En les eleccions de 2002 va ser la candidata del partit en la circumscripció electoral maori de Te Tai Hauāuru. A més, decidí no estar en la llista electoral del partit; això significaria que si no hi hagués guanyat a Te Tai Hauāuru no seria diputada. Quedà en primer lloc amb un contundent 71,36% del vot.
Degut a una controvèrsia sobre els drets del poble maori el 2004, Turia resignà del Partit Laborista i de la seva circumscripció electoral, causant les eleccions parcials de Te Tai Hauāuru de 2004. Amb més del 92% del vot, Turia hi guanyà sota la pancarta d'un nou partit, el Partit Maori.

### Partit Maori
A l'entrar com a diputada de nou al parlament sota el Partit Maori, Turia s'autoproclamà colíder del partit. Pita Sharples fou nomenat com a l'home colíder del partit.
En les eleccions de 2005 el Partit Maori va augmentar d'un a quatre escons la seva presència en el parlament neozelandès. Turia guanyà de nou en la seva circumscripció, rebent el 62,98% del vot. En segon lloc quedà Errol Mason del Partit Laborista amb el 33,49% del vot.
En les eleccions de 2008 Turia hi guanyà amb el 70,58% del vot. De nou Mason quedà en segon lloc, aquest cop amb el 29,42% del vot.
El Primer Ministre John Key al formar el seu gabinet i el Partit Nacional formar una coalició amb ACT, Unit Futur i el Partit Maori, va escollir Turia com a la Ministra del Sector Comunitari i Voluntari.
Al resignar Paula Bennett del Ministeri dels Afers dels Descapacitats, Turia fou nomenada la nova ministra encarregada d'aquesta posició. El 8 d'abril de 2010 en un pacte entre el Partit Maori i el Partit Nacional es va crear el Ministeri de la Salut Maori, o Whānau Ora en maori; Turia fou nomenada Ministra de la Salut Maori.
En les eleccions de 2011 Turia guanyà de nou a Te Tai Hauāuru. Aquest cop el marge de victòria es va estretir significativament; Turia guanyà amb el 48,30% del vot. En segon lloc quedà Soraya Waiata Peke-Mason del Partit Laborista amb el 29,85%.